# Baoudetta
Baoudetta ou Baoud'éta Haoussa est une localité et une commune rurale du Niger, département de Tessaoua, région de Maradi.

## Géographie
La localité de Baoud'éta Haoussa est située à 20 km au sud du chef-lieu départemental Tessaoua.
|          | Tessaoua  |           |
| Tessaoua | Baoudetta | Maïjirgui |
|          | Koona     | Korgom    |

## Histoire
La commune rurale de Baoudetta instaurée en 2002, est issue du canton de Korgom.

## Population
Lors du recensement général de 2012, la population communale est relevée à 11 867 habitants, dont 1 431 habitants pour la localité de Baoudetta Haoussa et 512 habitants pour Baoudetta Peulh.

## Localités
La commune s'étend sur douze villages, dix hameaux et trois points d'eau. au centre du département de Tessaoua.

## Services et infrastructures
- Centre de Santé Intégré (CSI) à Baoudetta[5].
- Collège d'enseignement général (CEG) à Baoudetta.
- Centre de formation des métiers (CFM) à Baoudetta.